# Feldkirchen-Moosburger Hügelland

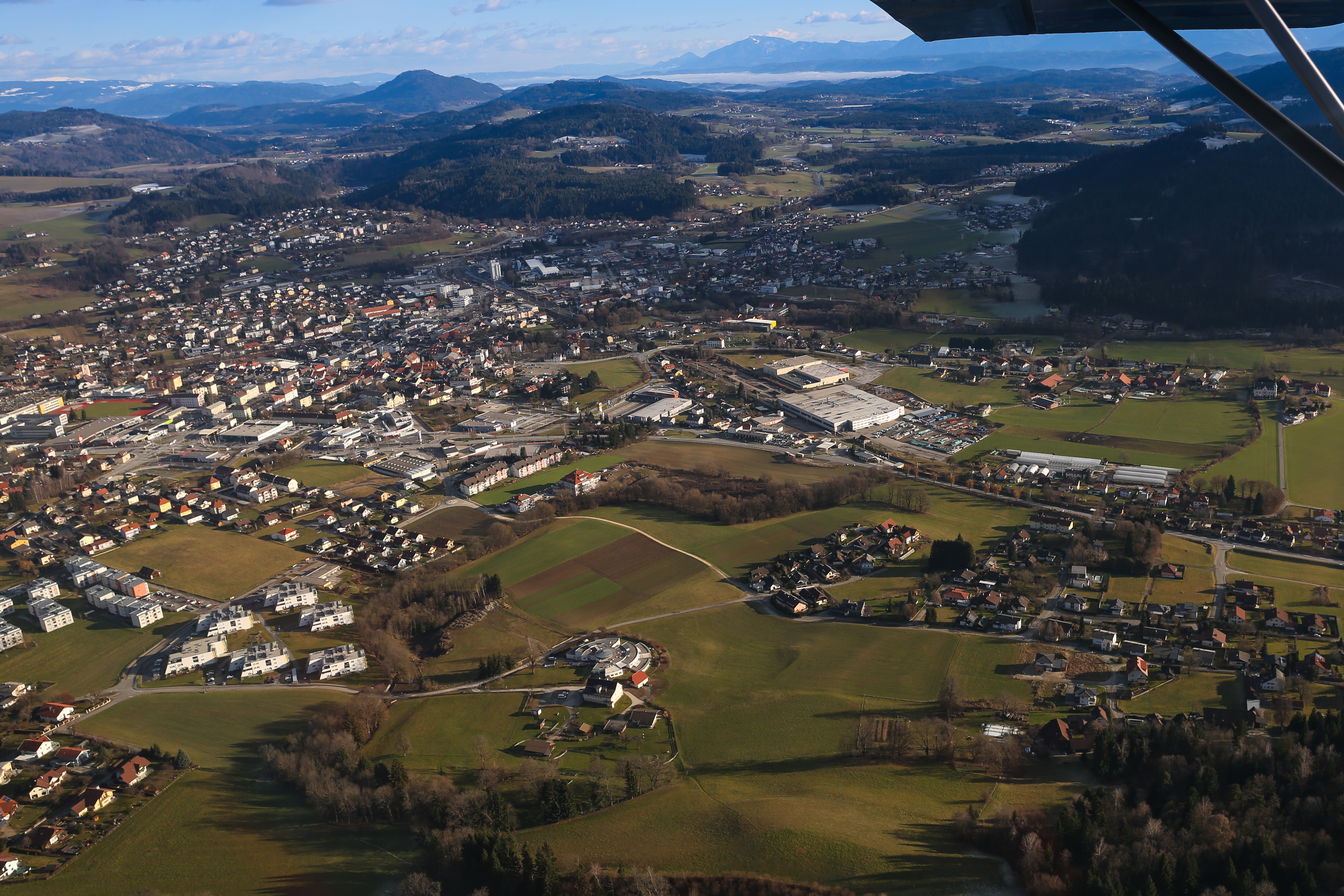
Feldkirchen in Kärnten

Das Feldkirchen-Moosburger Hügelland ist eine Landschaft in Kärnten in den Bezirken Feldkirchen, Klagenfurt-Land und Klagenfurt (Stadt). Begrenzt wird es im Norden von Nockbergen und Wimitzer Bergen, im Nordosten vom Glantal, im Osten vom Glantaler Bergland und vom Zollfeld. Im Südosten, wo es sich bis zu den Hügeln am Rand der Landeshauptstadt Klagenfurt am Wörthersee erstreckt, grenzt es an das Klagenfurter Feld, im Süden an den Wörthersee und im Westen an die Ossiacher Tauern und an das Ossiachertal.
Höchste Erhebung ist der Freudenberg (817 m) südlich von Maria Feicht. Einige der weiteren Berge im Feldkirchen-Moosburger Hügelland sind der Zingelsberg (770 m), der Zmulnberg (738 m), der Tentschacher Berg (710 m), der Falkenberg (671 m) und der Seltenheimer Berg (656 m).
In der Region liegen die Bezirkshauptstadt Feldkirchen in Kärnten und die Gemeindehauptorte Moosburg und Krumpendorf am Wörthersee. Auch die Gemeinden Glanegg und Klagenfurt am Wörthersee haben beträchtliche Anteile am Feldkirchen-Moosburger Hügelland.

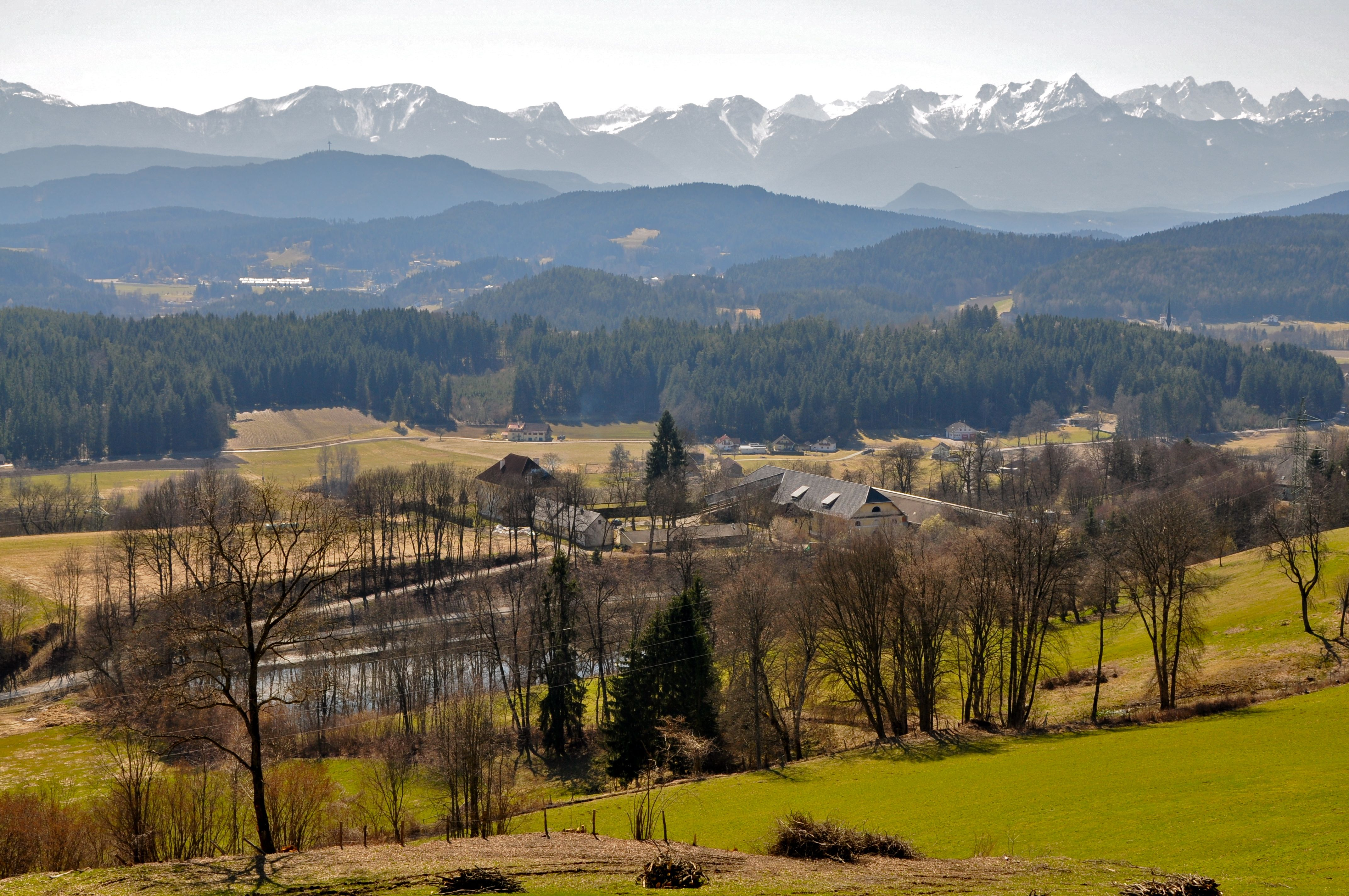
Wurmhof, Gemeinde Moosburg
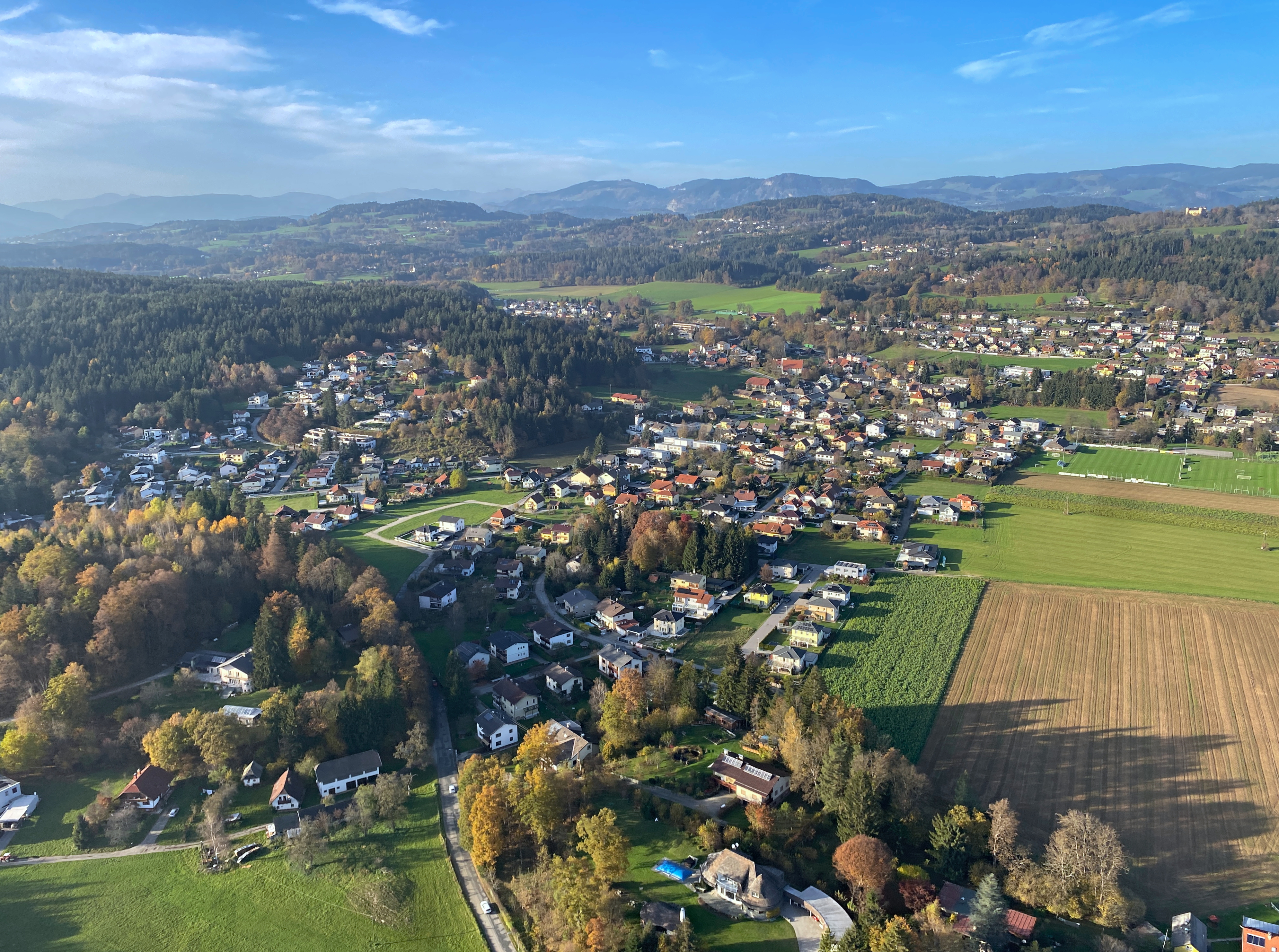
Wölfnitz
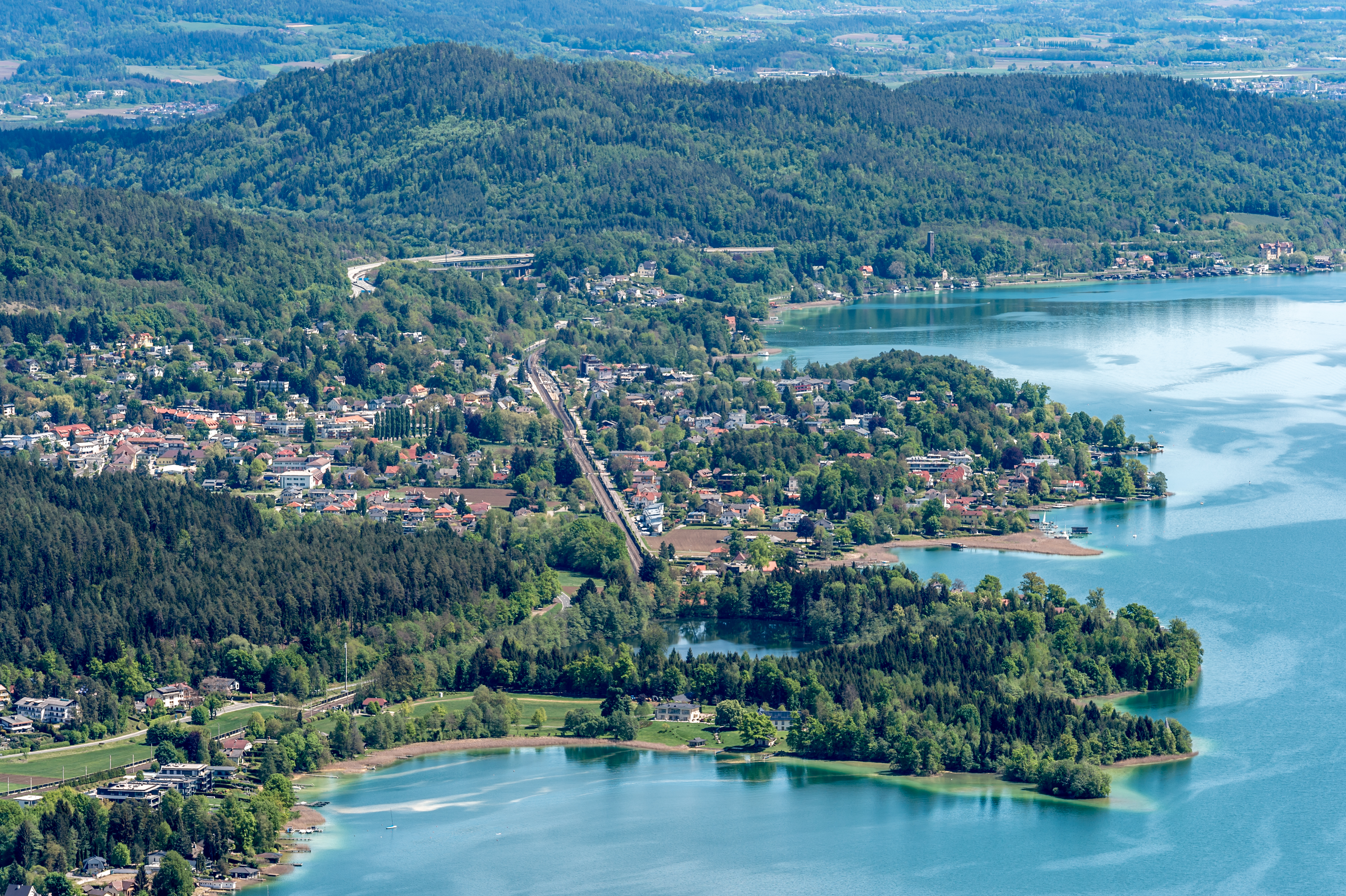
Krumpendorf vor dem Falkenberg
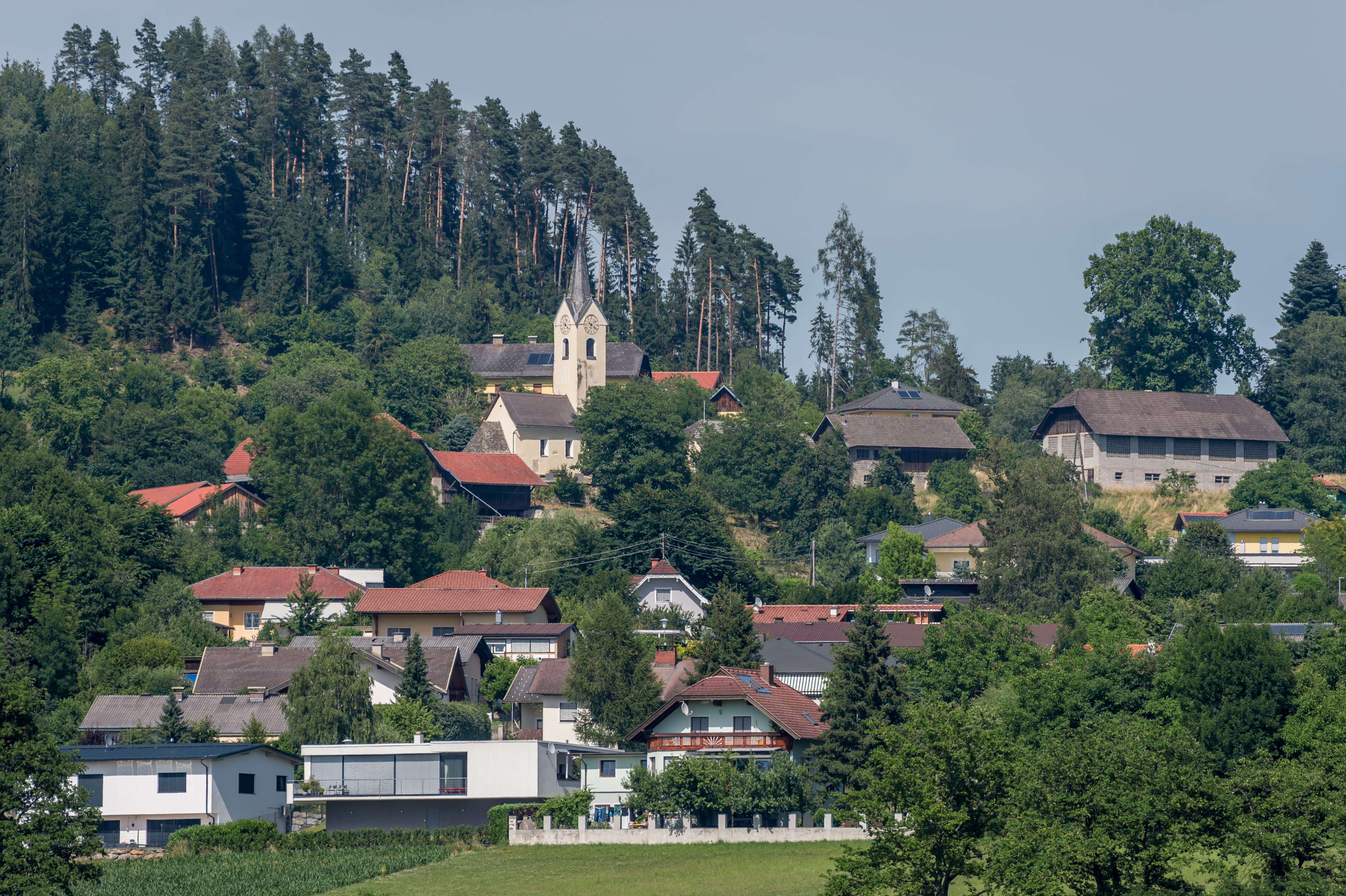
Großbuch